# دکیماتیو
دکیماتیو (به لاتین: Decimatio) نوعی مجازات برای تحمیل انضباط نظامی در روم باستان بود که در آن یک تن از دَه تن به‌قید قرعه برگزیده و به‌دست همرزمانش اعدام می‌شد. سرداران رومی این مجازات را زمانی به‌کار می‌بستند که شمار زیادی از سربازان به‌صورت دسته‌جمعی مرتکب جرائم مشمول مجازات اعدام (مانند بزدلی، تمرد، شورش، ترک‌خدمت و پیوستن به دشمن) شده باشند. فایدهٔ این نوع مجازات ایجاد تعادل میان «نیاز به تنبیه جرائم سنگین» و «مدیریت عدهٔ زیادی از سربازان» بود.

## چگونگی
یک کوهورس (مشتمل‌بر ۴۸۰ سرباز)، که قرار بود مجازات شود، به‌گروه‌هایی دَه‌نفره تقسیم می‌شد. هرگروهی میان خود قرعه می‌زد؛ سربازی که قرعهٔ کوتاه‌ترین کاه به‌نامش می‌افتاد به‌دست آن نُه تن همرزمش با ضربات سنگ یا ترکه کشته می‌شد. تا چند روزی، به بازماندگان به‌جای گندم (غذای متعارف نظامی رومی) جو می‌دادند و ایشان ناچار بودند در بیرون اردوگاه در مکانی باز و بی‌حفاظ اردو بزنند.

### تأثیر روانی
پولیبیوس، مؤرخ یونانی، برآن‌است که چون این مجازات به‌قید قرعه اجرا می‌شد، تمامی سربازانِ گروهِ دَه‌نفره (فارغ از درجهٔ نظامی و شهرت و اندازهٔ خطای فردی‌شان) خود را در خطر اعدام احساس می‌کردند و، از سوی دیگر، خفت ناشی از دریافت جو به‌جای گندم نیز شامل حال همهٔ خاطیان می‌شد؛ برای همین، این نوع مجازات بهترین راهکار برای القای ترس و تأدیب خاطیان بوده‌است.

### موارد کاربرد
قدیمی‌ترین مورد ضبط‌شدهٔ دکیماتیو در تاریخ روم به‌سال ۴۷۱ قبل از میلاد بازمی‌گردد و تیتوس لیویوس در کتاب از پیدایش روم آن را نقل کرده‌است. در این سال، جمهوری روم در جنگ با ولسکیان بود و چون سربازان از فرمانده‌شان، کنسول آپیوس کلاودیوس، نفرت داشتند، با دشمن نجنگیدند و شکست خودشان را خواستند و از جلوی دشمن گریختند. پس آپیوس سربازانی که سلاح‌ها را بر زمین انداخته بودند و علمدارانی را که بیرق‌ها را رها کرده بودند و کِنتوریون‌هایی را که پست‌هایشان را ترک کرده بودند با ترکه مجازات نمود و سپس با تبر گردنشان زد؛ برای مجازات بقیهٔ خاطیان شیوهٔ دکیماتیو را به‌کار بست.
در ۷۱ ق. م، کراسوس در خلال سومین جنگ بردگان در برابر اسپارتاکوس این شیوه را به‌کار بست؛ برخی منابع تاریخی موفقیت او در این جنگ را تا حدودی مدیون کاربست این مجازات می‌دانند.